# Флаг Дружковки
Флаг Дружковки утверждён 26 марта 1998 года решением №XXII/23-2 на XXIII сессии городского совета XXII созыва.

## Описание
Прямоугольное малиновое полотнище с соотношением ширины к длине 2:3, из углов от древка до середины свободного края отходит синий вилообразный крест с белой каймой. 
Малиновый цвет — цвет казацких флагов. Вилообразный крест символизирует слияние двух рек Казённого и Кривого Торца. 
Авторы флага: Фатов Сергей Иванович, Савельев Александр Александрович, Банников Виктор Владимирович (все из Дружковки).